# 爪哇稻
爪哇稻（學名：Oryza sativa subsp. javanica），又稱熱帶粳稻、陸稻、旱稻、山稻，是水稻亞種之一。原產於東南亞山區，分布於印尼、馬來西亞、泰國、菲律賓、海南島、台灣、南美洲等地。種植時需水量較少，可種植於山坡地與旱田上。
热带粳稻通过基因型分析，现在认为只是粳稻的一个小分类，所谓名已废弃。热带粳稻和溫帶稉稻的性状按地理呈连续变化，没有非常明确的分界线。

## 概論
稻米可概分為為非洲型與亞洲型兩大品系。亞洲型又可分為秈稻（印度型）、粳稻（日本型、中國型、溫帶稉稻）以及爪哇稻（熱帶稉稻）三大類。
爪哇稻主要分布於東南亞熱帶山區，特徵為耐旱，通常種植於旱田。需水量不到水稻的五分之一，只要依靠自然降雨就可生存。通常一年只有一獲，需要休耕，產能較水稻少。主要經由南島民族遷徒，帶至亞洲各地。
中國在宋朝時引進的占城稻，品種可能源自於爪哇稻。